# Parafia św. Maksymiliana Marii Kolbego w Jaworsku
Parafia św. Maksymiliana Marii Kolbego w Jaworsku – parafia rzymskokatolicka, znajdująca się w diecezji tarnowskiej, w dekanacie Porąbka Uszewska.